# Письмо творческой молодёжи Днепропетровска
«Письмо творческой молодёжи Днепропетровска» (укр. Лист творчої молоді Дніпропетровська) — обращение-протест днепропетровцев к руководству УССР, вызванное погромнической кампанией против романа Олеся Гончара «Собор» и русификацией учебных заведений Приднепровья. Написано в августе 1968 года.
Авторов и распространителей письма в 1969 году преследовало КГБ УССР. Против них возбудили уголовное дело по статьям 62 ч.1 УК УССР — «антисоветская агитация и пропаганда» и 187-1 УК УССР — распространение антисоветских материалов. «Письмо» дало толчок зарождению диссидентского движения в Днепропетровской области.

## История написания
Идея написания коллективного письма-протеста возникла после того, как партийная пресса провела сокрушительную кампанию против романа Олеся Гончара «Собор», опубликованного в № 1 журнала «Вітчизна» за 1968 г. Особенно активно критиковали роман в Днепропетровске, где первый секретарь обкома КПУ Алексей Федосеевич Ватченко узнал себя в отрицательном герое Володьке Лободе.
Авторы «Письма» — поэт Иван Сокульский и журналист Михаил Скорик — решили обратиться в ЦК КПУ, описав ситуацию, сложившуюся на Днепропетровщине в связи с борьбой против романа «Собор»". Само письмо распространялось как анонимное — за подписью «Письмо творческой молодёжи г. Днепропетровска».
Написанный в августе 1968 г., документ адресовался председателю Совета министров УССР Владимиру Щербицкому, кандидату в члены Политбюро ЦК КПУ Фёдору Овчаренко и секретарю Союза писателей Украины Дмитрию Павлычко.
В тексте на 11 страницах указано, что ряд патриотических граждан обвинены в «украинском буржуазном национализме» и исключены из партии, комсомола, уволены с работы за поддержку романа «Собор», приведены примеры уничтожения памятников украинской культуры Приднепровья и безнаказанной украинофобии.
«Письмо» было перепечатано в нью-йоркском «Вісник», канадской газете «Українські вісті», мюнхенском журнале «Сучасність», звучало по радио «Свобода». После обнародования за рубежом, авторами «Письма» заинтересовалось КГБ УССР.